# Жет

Жет на карті Брюсельського столичного регіону.

Жет, або Єте (нід. Jette МФА: [ˈjɛtə] вимоваⓘ, фр. Jette МФА: [ˈʒɛt]) — одна з 19 комун Брюссельського столичного регіону. Займає площу 5,04 км ². Населення комуни становить 47947 особи (2011 рік).

## Назва
Назва Жет — французький варіант вимови, назва Єте — нідерландський варіант вимови. Жет отримав свою назву від річки, що протікала раніше по селу неподалік від його центру, а тепер протікає по штучних комунікаціях. У найперших письмових згадках назва населеного пункту писалася Getta (1148), Gettensis (1169) та Ghetensis (1176). Пізніше до назви села було приєднано назву парафії, розташованої тут, і село отримало назву Сан-П'єр-Жет (Saint-Pierre-Jette). Таку назву село мало до початку 19 століття.

## Історія
Відомо, що вже за первісного суспільства тут існувало поселення людей. На території Жет також було знайдено й у 1968—1971 роках досліджено садибу часів Гальської імперії.
В минулому Жет був звичайним селом при дорозі, що з'єднувала Брюссель та Веммел. Тут були каменярні, біле каміння з яких було використано для будівництва багатьох будівель, зокрема Брюссельського собору.
Здавна у селі було абатство Ділегем (нід. Dielegem, фр. Abbaye de Dieleghem), якому належала половина всіх територій села. Назва абатства походила від перших слів псалма 18 латинською мовою Diligam te Domine. 1775 року абатство було перебудовано. Під час французького панування у Бельгії абатство було закрите. В той же час до села було приєднано село Гансхорен, яке потім було відокремлене 31 березня 1841 року.

## Населення
| Рік | 1990  | 1995  | 2000  | 2005  | 2007  | 2008  | 2009  | 2010  | 2011  |
| --- | ----- | ----- | ----- | ----- | ----- | ----- | ----- | ----- | ----- |
| Населення | 38769 | 38769 | 38749 | 42250 | 43564 | 44601 | 45637 | 46818 | 47947 |
| Джерело: Населення Бельгії у 1990—2011 роках. на сайті Головної дирекції статистики і економічної інформації уряду Бельгії. |       |       |       |       |       |       |       |       |       |

В комуні за даними на 1 січня 2011 року проживало 47947 чоловік, з яких 38543 людини (80,39 %) були бельгійського походження і 9404 (19,61 %) — іноземцями, з яких 5172 людини походили з країн Євросоюзу, 4232 людини — з інших країн світу. З всіх іноземців 13 людей мали статус політичних біженців.
| Алжир | 58    | 57    | 64    | 75    | 76    | 104   |
| Бельгія | 34451 | 35802 | 35937 | 36932 | 36542 | 38543 |
| Болгарія | н. д. | н. д. | н. д. | 24    | 26    | 110   |
| Вірменія | н. д. | н. д. | н. д. | н. д. | н. д. | 272   |
| Греція | 183   | 173   | 168   | 144   | 144   | 159   |
| Дем. Респ. Конго | 303   | 400   | 419   | 391   | 389   | 502   |
| Іспанія | 581   | 569   | 565   | 561   | 568   | 588   |
| Італія | 797   | 806   | 802   | 775   | 744   | 765   |
| Камерун | 27    | 36    | 48    | 57    | 67    | 151   |
| Марокко | 983   | 884   | 935   | 930   | 989   | 1232  |
| Нідерланди | 124   | 126   | 132   | 130   | 144   | 231   |
| Польща | 67    | 132   | 156   | 209   | 287   | 856   |
| Португалія | 247   | 251   | 257   | 268   | 263   | 289   |
| Румунія | 33    | 32    | 41    | 77    | 110   | 851   |
| Туреччина | 140   | 102   | 132   | 129   | 148   | 241   |
| Україна | н. д. | н. д. | н. д. | н. д. | н. д. | 39    |
| Франція | 733   | 784   | 788   | 817   | 841   | 1022  |
| Інші | 1348  | 1415  | 1494  | 731   | 1643  | 1992  |
| Разом | 40075 | 41569 | 41938 | 42250 | 42981 | 47947 |
| Примітки. 1. н. д. — немає данних. 2. В таблиці окрім України представлені лише ті країни, кількість вихідців з яких в населенні комуни станом на 2011 рік становила 100 або більше осіб. |       |       |       |       |       |       |